# Viorel Talapan

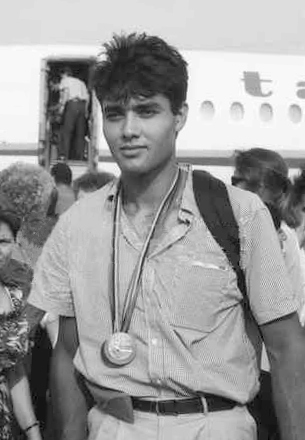
Viorel Talapan im Jahr 1992

Viorel Talapan (* 25. Februar 1972 in Mihai Viteazu, Kreis Constanța) ist ein ehemaliger rumänischer Ruderer, der zwei olympische Medaillen gewann.

## Sportliche Karriere
Der 1,98 m große Viorel Talapan gewann bei den Junioren-Weltmeisterschaften 1990 die Bronzemedaille im Zweier mit Steuermann zusammen mit Ciprien Badea und Gheorge Dinisel. Bei den Weltmeisterschaften 1991 trat Talapan erstmals in der Erwachsenenklasse an und belegte zusammen mit Iulică Ruican und Dumitru Răducanu im Zweier mit Steuermann den vierten Platz. 
Im nächsten Jahr erreichte Talapan bei den Olympischen Spielen 1992 in Barcelona in zwei Bootsklassen das Finale. Am 1. August siegten Iulică Ruican, Viorel Talapan, Dimitrie Popescu, Nicolae Țaga und Steuermann Dumitru Răducanu im Vierer mit Steuermann, am 2. August erkämpften Ruican und Talapan mit dem rumänischen Achter die Silbermedaille hinter dem kanadischen Achter. Auch bei den Weltmeisterschaften 1993 gewann Talapan Gold mit dem gesteuerten Vierer und Silber mit dem Achter, 1994 in Indianapolis erkämpfte er erneut Gold mit dem Vierer und zusätzlich Bronze mit dem Achter. Nach einem fünften Platz mit dem Achter bei den Weltmeisterschaften 1995 belegte der rumänische Achter bei den Olympischen Spielen 1996 in Atlanta den siebten Platz. Bei den Weltmeisterschaften 1996 gewann Talapan mit dem Vierer zum dritten Mal Weltmeisterschaftsgold. In den folgenden Jahren trat Talapan nur noch mit dem Achter an, er gewann Silber bei den Weltmeisterschaften 1997 und Bronze bei den Weltmeisterschaften 1998. Nach dem vierten Platz bei den Weltmeisterschaften 1999 belegte Talapan mit dem rumänischen Achter zum Abschluss seiner Karriere den sechsten Platz bei den Olympischen Spielen 2000 in Atlanta.